# Jerzy Garpiel
Jerzy Janusz Garpiel (ur. 16 lutego 1957 w Krakowie) – polski szczypiornista, medalista mistrzostw świata, olimpijczyk z Moskwy 1980.

## Życiorys

### Kariera klubowa
Jest wychowankiem Hutnika Kraków, grał w tym klubie od 1971. Z krakowską drużyną awansował w 1977 do I ligi, w 1978 wywalczył z nią wicemistrzostwo Polski, w 1979, 1980 i 1981 mistrzostwo Polski, w 1984 brązowy medal mistrzostw Polski, w 1978 i 1983 Puchar Polski. W 1983 został najlepszym strzelcem ligi (261 bramek). W 1985 wyjechał do Niemiec, grał w klubach HC TuRa Bergkamen (II liga w sezonie 1985/1986), TV Lützellinden (1986-1988) i TV Gelnhausen (1988–1991). W 1990 został królem strzelców niemieckiej II ligi (grupa południowa), zdobywając 174 bramki. W latach 1991–1998 był graczem SG Bruchköbel.

### Kariera reprezentacyjna
Występował w reprezentacji Polski juniorów i reprezentacji młodzieżowej. W 1975 zdobył z drużyną srebrny, a w 1976 brązowy medal Młodzieżowych Zawodów Przyjaźni. W 1977 zajął z zespołem 7. miejsce podczas młodzieżowych mistrzostw świata. W reprezentacji Polski seniorów debiutował 15 grudnia 1976 w towarzyskim spotkaniu z NRD. W 1978 wystąpił na mistrzostwach świata, zajmując z drużyną 6. miejsce. W turnieju wystąpił we wszystkich sześciu spotkaniach, zdobywając osiem bramek. W 1979 zajął z reprezentacją Polski drugie miejsce w zawodach Pucharu Świata (w czterech spotkaniach zdobył dwie bramki). W 1980 wystąpił na igrzyskach olimpijskich w Moskwie, na których jego drużyna będąca jednym z faworytów turnieju zajęła dopiero 7. miejsce. Zagrał tam w pięciu spotkaniach, zdobywając dziewięć bramek.
W 1981 zwyciężył ze swoim zespołem w mistrzostwach świata grupy B. W czterech spotkaniach zdobył pięć bramek. Największy sukces w karierze osiągnął, zdobywając brązowy medal mistrzostw świata w 1982. W sześciu spotkaniach zdobył cztery bramki. W 1984 zajął z drużyną 5. miejsce w zawodach Pucharu Świata (wystąpił w dwóch spotkaniach, zdobywając w nich pięć bramek, wszystkie w ostatnim meczu turnieju). W tym samym roku zdobył też z zespołem brązowy medal na zawodach Przyjaźń-84 (zagrał w jednym spotkaniu, zdobywając siedem bramek). W styczniu 1985 został finalistą Pucharu Bałtyku, a jego pożegnaniem z reprezentacją Polski były mistrzostwa świata grupy B na przełomie lutego i marca 1985, podczas których drużyna ta zajęła 3. miejsce, a on sam w pięciu spotkaniach, zdobył cztery bramki (wszystkie w ostatnim spotkaniu).
Łącznie w latach 1976-1985 wystąpił w 159 spotkaniach, zdobywając 258 bramek.

### Kariera trenerska i społeczna
Po zakończeniu kariery zawodniczej pracował w Niemczech jako trener grup młodzieżowych. W 2006 powrócił do Polski, był trenerem Kusego Kraków i Wandy Kraków. W 2016 został wiceprzewodniczącym Stowarzyszenia Zasłużonego Reprezentanta w Piłce Ręcznej.
W 1982 został odznaczony brązowym Medalem za Wybitne Osiągnięcia Sportowe, w 1985 otrzymał tytuł Mistrz Sportu, w 1993 został odznaczony Diamentową Odznaką ZPRP. 